# Generación del 13
Generación del 13 (Generación del Trece ; en français : Génération de 1913) a été le premier collectif de peintres du Chili. Son nom dérive de l'année 1913, après qu'une exposition conjointe eut lieu au Salon du journal chilien El Mercurio l'année précédente. Le groupe et son œuvre se caractérisent par une fascination pour l'art et les coutumes autochtones, la critique sociale et la représentation du prolétariat, un sujet qui jusqu'alors n'était pas représenté dans l'art chilien.

## Historique

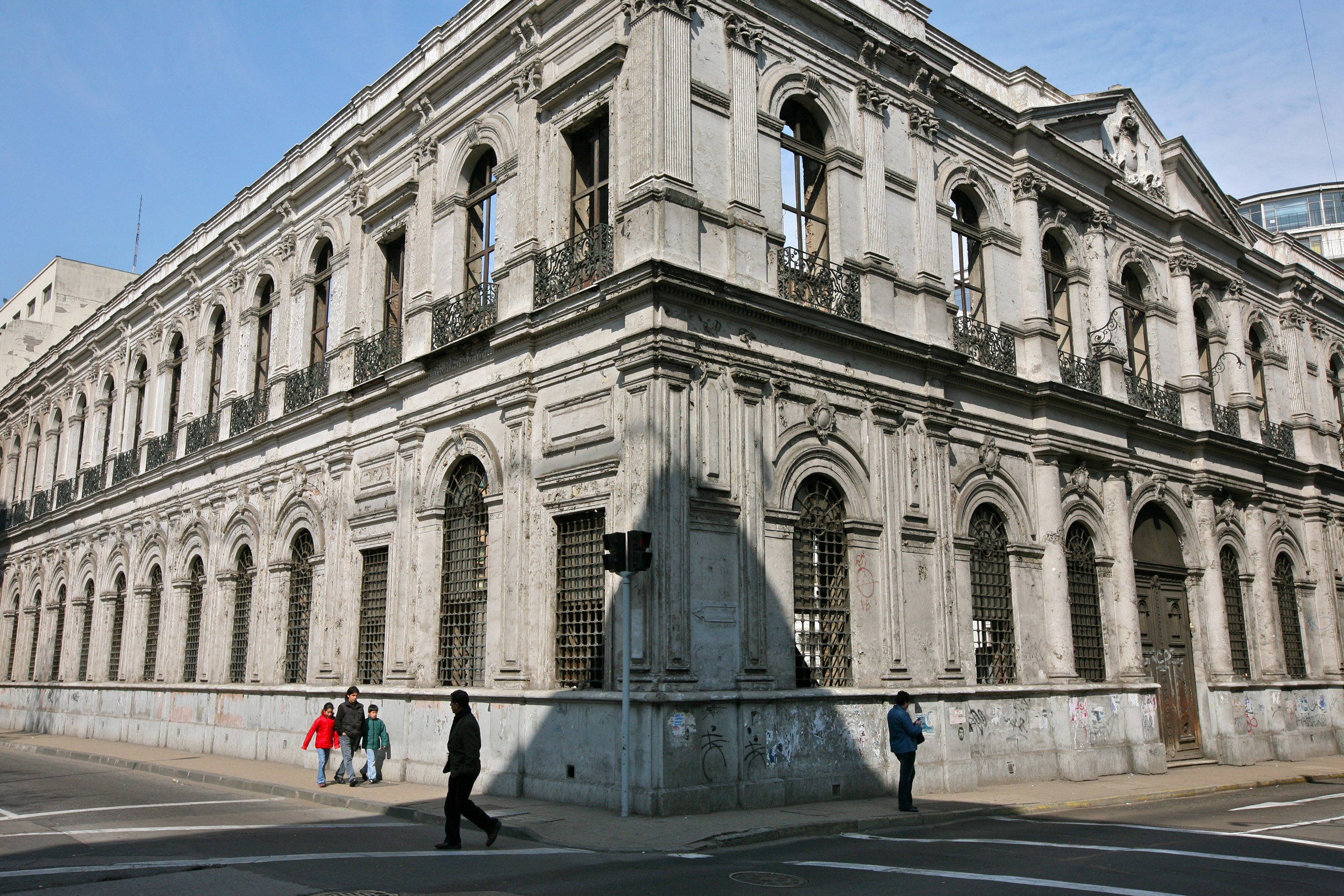
Bâtiment dEl Mercurio.

Au début du 20e siècle, parallèlement à la célébration des 100 ans de l'indépendance, le Chili a connu une période où l'art commence à être plus largement apprécié par de nombreuses personnes (du moins parmi les classes supérieures). Il y a une ruée pour embellir les villes du Chili malgré l'afflux de milliers de ruraux vers les villes à la recherche de travail et de l'augmentation des problèmes sociaux. La Generación del 13 s’établit en 1913 après avoir participé aux « Salones de El Mercurio ». Ces nouveaux peintres chiliens — la Génération de 1913 — sont issus des classes inférieures. Disciples de Pedro Lira, ils forment une académie de peinture à l'Université catholique du Chili tout en étudiant à l'Académie des Beaux-Arts de Santiago.

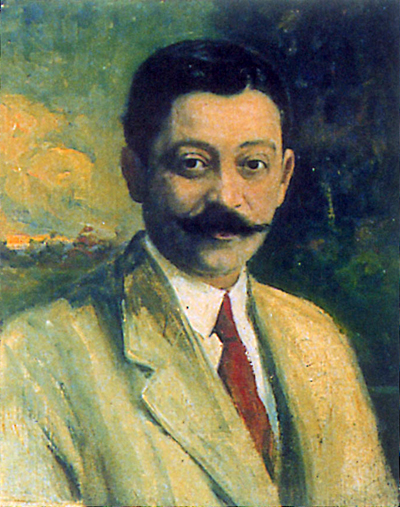
Fernando Álvarez de Sotomayor était le professeur d'art de nombreux membres du groupe.

De nombreux membres de la Generación del 13 ont étudié à l'Académie des Beaux-Arts sous Fernando Álvarez de Sotomayor , un peintre espagnol notable qui a pris en charge l'Académie pendant la période de 1910 à 1915, après le départ de Virginio Arias. Selon le critique d'art Luis Álvarez Urquieta : « Les efforts d'Alvarez de Sotomayor dans notre école n'auraient pas pu être plus fructueux ; il a réformé ses règles, a presque doublé le nombre d'étudiants inscrits et a formé de nombreuses personnes qui étaient un espoir pour l'avenir de notre art ». Bien qu'ils soient pauvres, la Generación del 13 a été incitée et éduquée à mettre sa personnalité dans son travail et à peindre sur la pauvreté et les classes inférieures, considérées comme des sujets tabous à l'époque. Ils ont également dépeint la vie des agriculteurs, des travailleurs et des traditions populaires. La Generación del 13 n'a pas réussi à changer de façon permanente les paramètres de l'art au Chili ; ceci est venu plus tard, avec le Grupo Montparnasse  et la « Generación del 28 ».

## Style
Les œuvres de la Generación del 13 sont dans le style post-romantisme. Leurs paysages et portraits sont créés indépendamment des tendances internationales. Ils peignent des thèmes consacrés au paysage social , la pauvreté et les gens ordinaires. S'éloignant des thèmes traditionnels, ils maintiennent certains concepts, tels que le respect de la représentation exacte du volume et de la couleur, et l'expertise technique dans la peinture de la forme humaine. Ils explorent également la mélancolie en tant que thème avec des couleurs sombres riches, des traits de pinceau larges et des formes moins détaillées qui ont été esquissées de manière magistrale. Ils se consacrent au portrait, accordant moins d'attention à la religion et abandonnant les thèmes mythologiques. Leur utilisation du rouge est devenue leur signature, combinée à des verts profonds et des couleurs terreuses. L'utilisation de la lumière est importante pour ce groupe, montrant certains détails qui rappelaient le style espagnol hérité de leur professeur. Leur utilisation des couleurs les a rapprochés d'un style réaliste. Même si le groupe partage de nombreuses caractéristiques communes, bon nombre de ses membres étudiants avaient un style de signature très fort. C'est le cas pour Arturo Gordon et Pedro Luna, dont les styles sont radicalement différents même s'ils étaient également deux des membres les plus notables de la Generación del 13.

## Héritage

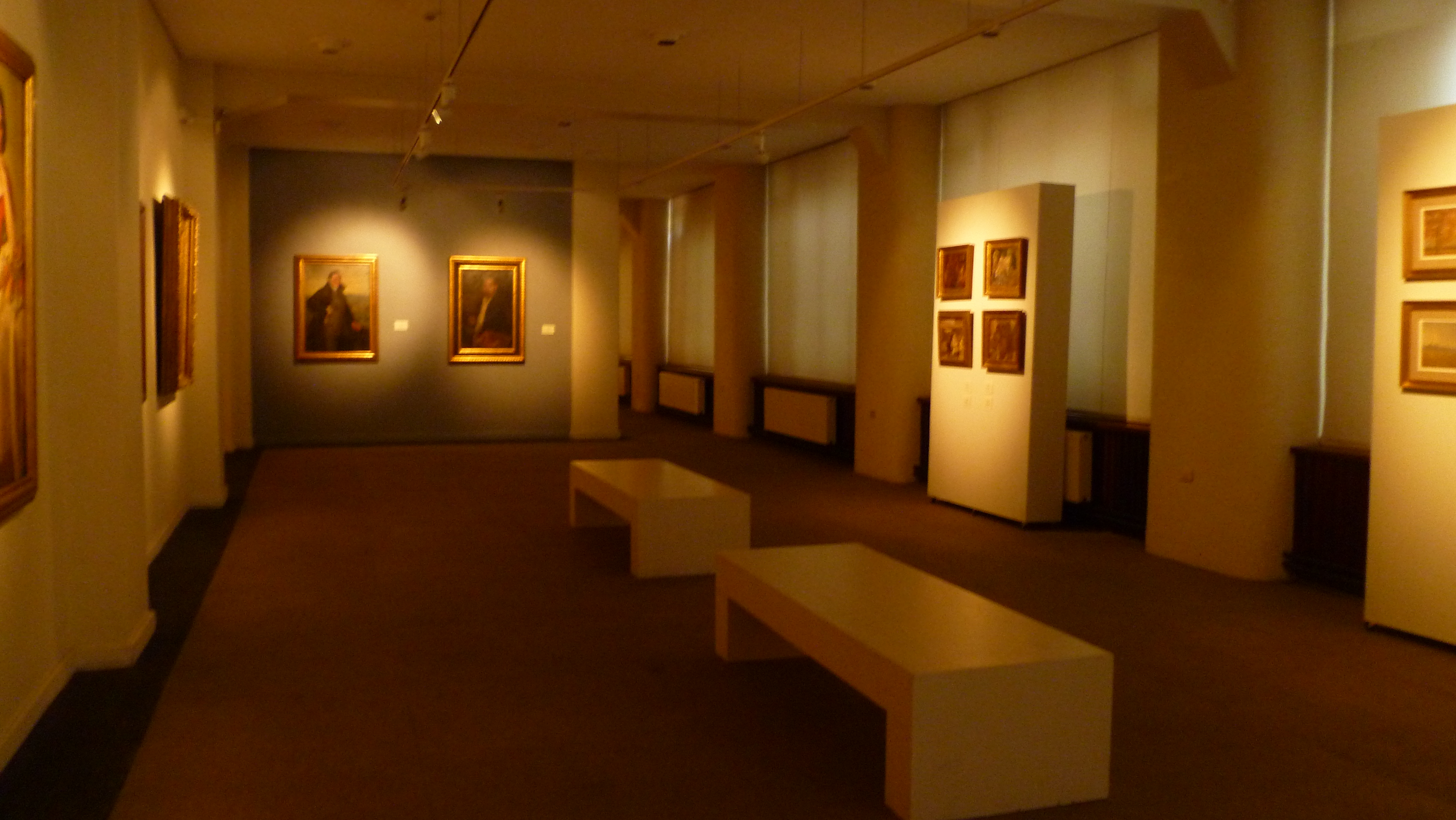
Salle d'exposition de la Generación del 13 à la Casa del Arte.

La Generación del 13 a été le premier groupe artistique chilien à atteindre une uniformité de style. Ses membres — bohèmes et admirateurs des maîtres espagnols — ont modifié les conventions académiques avec des bitumes opaques et des couleurs contrastées. Bien que leur influence ait été faible au sein de l'aristocratie chilienne, leur travail est resté une représentation de l'une des périodes les plus difficiles pour la classe ouvrière, les pauvres, les agriculteurs et le peuple mapuche. Presque tous ses membres sont morts jeunes et ce sont leurs contemporains, le Grupo Montparnasse, qui finissent par surpasser l'École des Beaux-Arts pour devenir un nouveau standard de la peinture au Chili. Depuis 1945, la peinture de la Generación del 13 est reconnue pour son originalité et son mérite. Il y a eu plusieurs études sur leurs œuvres et leurs sensibilités, en particulier celles des membres les plus populaires du groupe, Arturo Gordon et Pedro Luna, dont les œuvres sont très appréciées sur le marché de l'art chilien. La Generación del 13 a commencé la tendance artistique de l'Arte campesino, sous l'influence du style espagnol enseigné par Alvarez de Sotomayor. L'une de leurs réalisations les plus remarquables a été de démontrer qu'il était possible pour des artistes pauvres et peu formés de produire des peintures de haute qualité.
Différents surnoms sont associés à la Generación del 13. « Generación del Centenario » (Génération du Centenaire) ou « El grupo del Centenario »  correspond au centenaire chilien, bien qu'un seul membre du collectif, Ezequiel Plaza, ait été inscrit à l'exposition inaugurale du Musée des Beaux-Arts le 21 septembre 1910 . L'influence d'Álvarez de Sotomayor était si importante sur le groupe que, dans la rétrospective du ministère de l'Éducation sur la Generación del 13, il désigna le groupe comme « Génération Alvarez de Sotomayor » . « Generación trágica »  (Génération Tragique) a été inspirée par les morts précoces de certains de ses membres.
Plusieurs musées détiennent des collections de la Generación del 13, comme la Casa del Arte à Concepción ; le Musée national chilien des beaux-arts (Museo Nacional de Bellas Artes ou MNBA) à Santiago du Chili et le Museo Histórico O'Higginiano à Talca. L'une des plus grandes collections est détenue par l'Université du Chili après l'acquisition en 1958 des pièces détenues par Julio Vásquez Cortez.

## Membres

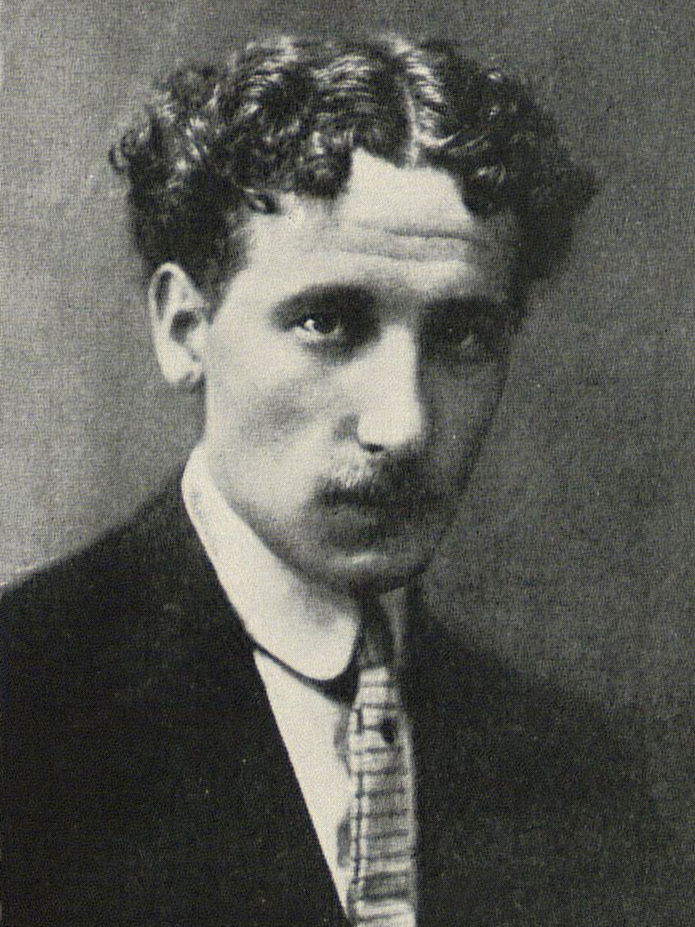
Otto Georgi en 1920.

Divers auteurs ont identifié les membres suivants comme les membres les plus représentatifs de la Generación del 13. Au moins un auteur a mentionné que le groupe était composé d'une vingtaine d'artistes incluant des étudiants de l'Université du Chili .
- Agustín Abarca (1882-1953)[15] : Né à Talca, Abarca a étudié avec Pedro Lira et Paul Burchard. Il est l'un des rares peintres de la génération à vivre jusqu'à un âge avancé. Ses peintures sur les forêts chiliennes sont parmi les plus remarquables.
- Francisco Alcalde (1885-1946) : Connu pour sa peinture Paysage d'Automne qui est exposée au Musée des Beaux Arts.
- Judith Alpi (1893-1983)[16] : Elle a travaillé comme professeur d'art au Liceo Javiera Carrera et a reçu plusieurs récompenses tout au long de sa vie.
- Gilberto Avendaño (1891-1964) : Avec Abelardo Bustamante, ils ont défendu avec véhémence leurs styles artistiques. Dans le monde bohème, il est devenu célèbre sous le nom de « El loro Gilbert » (Gilbert le Perroquet) pour son éloquence. Il était surtout dessinateur et portraitiste.
- Enrique Bertrix (1895-1915)[15] : Fils d'immigrés français, il était le plus jeunes des étudiants de l'Academia du directeur Álvarez de Sotomayor. En 1914, il part pour la France pour se battre lors de la Première Guerre mondiale, où il meurt. Malgré sa courte vie, il reçoit d'importantes récompenses du Salon Officiel du Chili.
- Albelardo Bustamante (1888-1934)[15] : Connu sous le nom de « Pashin » Bustamante. En plus de la peinture, il s'est également aventuré dans la sculpture sur bois, l'ébénisterie et la gravure. Il voyage en Europe grâce à une bourse, mais, après son retour au Chili, il meurt dans la pauvreté.
- Jerónimo Costa (1880-1967)[15] : Né en Italie, il arrive au Chili à l'âge de quatre ans. Il partage le style de la Generación del 13 mais travaille à distance du groupe, prenant des cours avec Arturo Gordon et Pedro Lira.
- Manuel Gallinato[17] : Il travaille comme professeur au Liceo de Los Andes ; il peint des paysages et des maisons historiques.
- Otto Georgi en 1920.Otto Georgi (1890-1969)[18] : Il épouse la peintre Elmina Moisan en 1926. Il excelle au dessin, à l'aquarelle et au pastel, et se spécialise dans les techniques de la céramique et de la mosaïque.
- Ricardo Gilbert : Défenseur tenace de son groupe. Parmi ses œuvres les plus remarquables figure un portrait du peintre Juan Francisco González.
- Arturo Gordon (1883-1944)[15] : L'un des membres les plus connus du groupe. Ses peintures particulièrement remarquables comprennent Funeral de un angelito (Funéraille d'un Petit Ange) et La Zamacueca. Au début de sa carrière, il étudie l'architecture avant de passer à la peinture. Il était un élève de Pedro Lira et de Cosme San Martín, tandis qu'Álvarez de Sotomayor louait son talent et le comparait à l'Espagnol Francisco Goya. Gordon préfère peindre des problèmes ruraux et des gens ordinaires, sujets pour lesquels il a reçu plusieurs prix tout au long de sa vie. Il a aussi travaillé comme professeur de peinture à Viña del Mar.
- Carlos Isamitt (1887-1974)[19] : Éminent musicien chilien, il a remporté un prix national d'art en 1965. Il a été professeur et directeur de l'École des beaux-arts.
- Humberto Izquierdo : Il a travaillé comme portraitiste dans la haute société. Basé en Argentine, les détails de sa vie et de sa mort restent inconnus.
- Les Frères Lobos[15] : Groupe de trois frères d'origine modeste qui ont exercé une grande influence sur leurs pairs et dont on se souvient comme des amoureux de la tradition espagnole, héritée de leur professeur.
  - Enrique Lobos (1887-1918) : L'aîné des frères. Influencé par son partenaire Enrique Beatrix, il est considéré par certains comme l'artiste le plus représentatif de la Generación del 13.
  - Alfredo Lobos  (1890-1927) : Le deuxième frère. Il voyage en Espagne pour une exposition importante et meurt avant de trouver le succès au Chili.

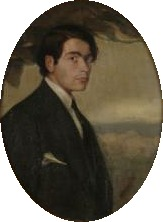
Autoportrait d'Alberto Lobos.

  - Autoportrait d'Alberto Lobos.Alberto Lobos (1892-1925) : Né à Rancagua et le plus jeune des frères. Il serait mort à l'âge de 33 ans (bien qu'il y ait un certain désaccord sur la date de son décès).
- Pedro Luna (1892-1956)[20] : L'un des peintres les plus étudiés de cette génération. Pedro Luna est devenu un portraitiste des traditions et de la vie quotidienne Mapuche et était l'un des artistes les plus prolifiques de la génération. Il a travaillé principalement dans le portrait, mais a également eu des réalisations remarquables en tant que paysagiste. Antonio Romera dit que « la force de son tempérament peut être vue dans ses peintures »[21].
- Andrés Madariaga (1879-1920)[22] : Moins impliqué dans le groupe que la plupart ; il peint des paysages ruraux et urbains et s'est également aventuré dans le portrait.
- Fernando Meza (1890-1929)[23] : Célèbre pour sa peinture de la ville de Valparaíso en automne. Il meurt à Concepción.
- Elmina Moisan (1897-1938)[15] : Elle gagne de nombreuses récompenses comme la médaille d'or à l'Exposition ibéro-américaine de 1929. Elle meurt de malaria.
- Enrique Moya (1892-1918)[24] : On sait peu de choses sur sa vie et sa mort, qui sont également difficiles à dater. Il a travaillé comme portraitiste avec un style qui rappelle  celui de Francisco Goya. Il est devenu l'un des étudiants les plus remarquables de Fernando Álvarez de Sotomayor.
- Ezequiel Plaza (1892-1947)[15] : D'humbles débuts, son style a évolué d'un réalisme académique à une sorte « d'idéalisme », selon Antonio Romera. Il a laissé de nombreuses toiles remarquables comme Pintor Bohemio (Peintre bohème). Ses peintures sont considérées par beaucoup comme un symbole de la Génération Tragique.
- José Pridas y Solares (1889 -?)[25] : Né en Espagne, il était un camarade de classe de Álvarez de Sotomayor et a participé à l'exposition organisée par le journal El Mercurio en 1913. La date de sa mort est inconnue.
- Jaime Torrent (1893-1925)[26] : Né à Linares, son style a montré l'influence de son professeur dans ses caractéristiques anatomiques détaillées. Il meurt de tuberculose. Il réalise le portrait du peintre Julio Vásquez Cortez et est considéré comme le patron du groupe.
- Ulises Vásquez (1892-1942)[27] : Paysagiste, il étudie avec Lira et Valenzuela Llanos. Il a été mentionné dans un poème de Neruda qui faisait référence au groupe comme « La Capitainerie Héroïque des Peintres ». Sa carrière a été affectée par son manque de finance et il a continué à occuper des emplois modestes pour subvenir aux besoins de sa famille.

## Galerie

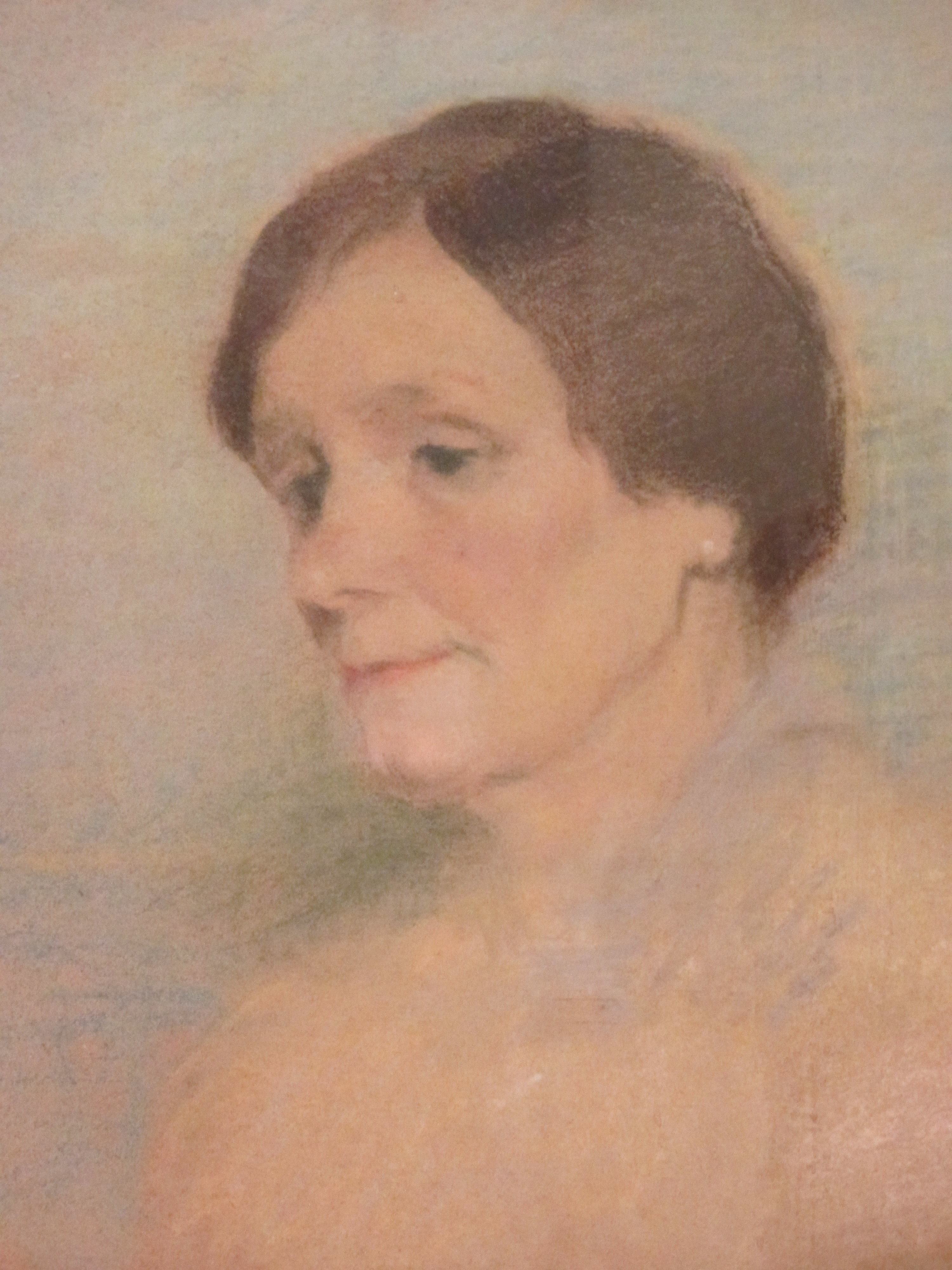
La madre del pintor (La mère du peintre) par Enrique Bertrix.
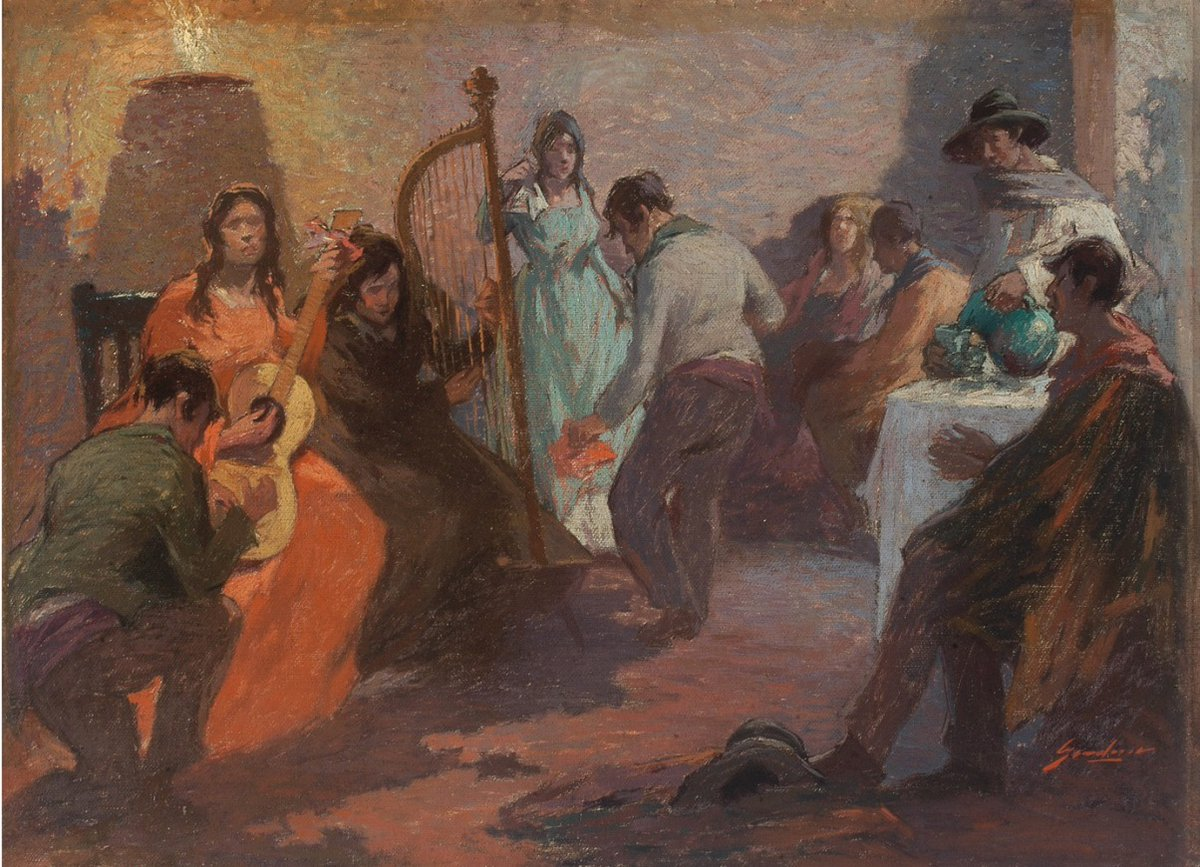
La Zamacueca par Arturo Gordon.
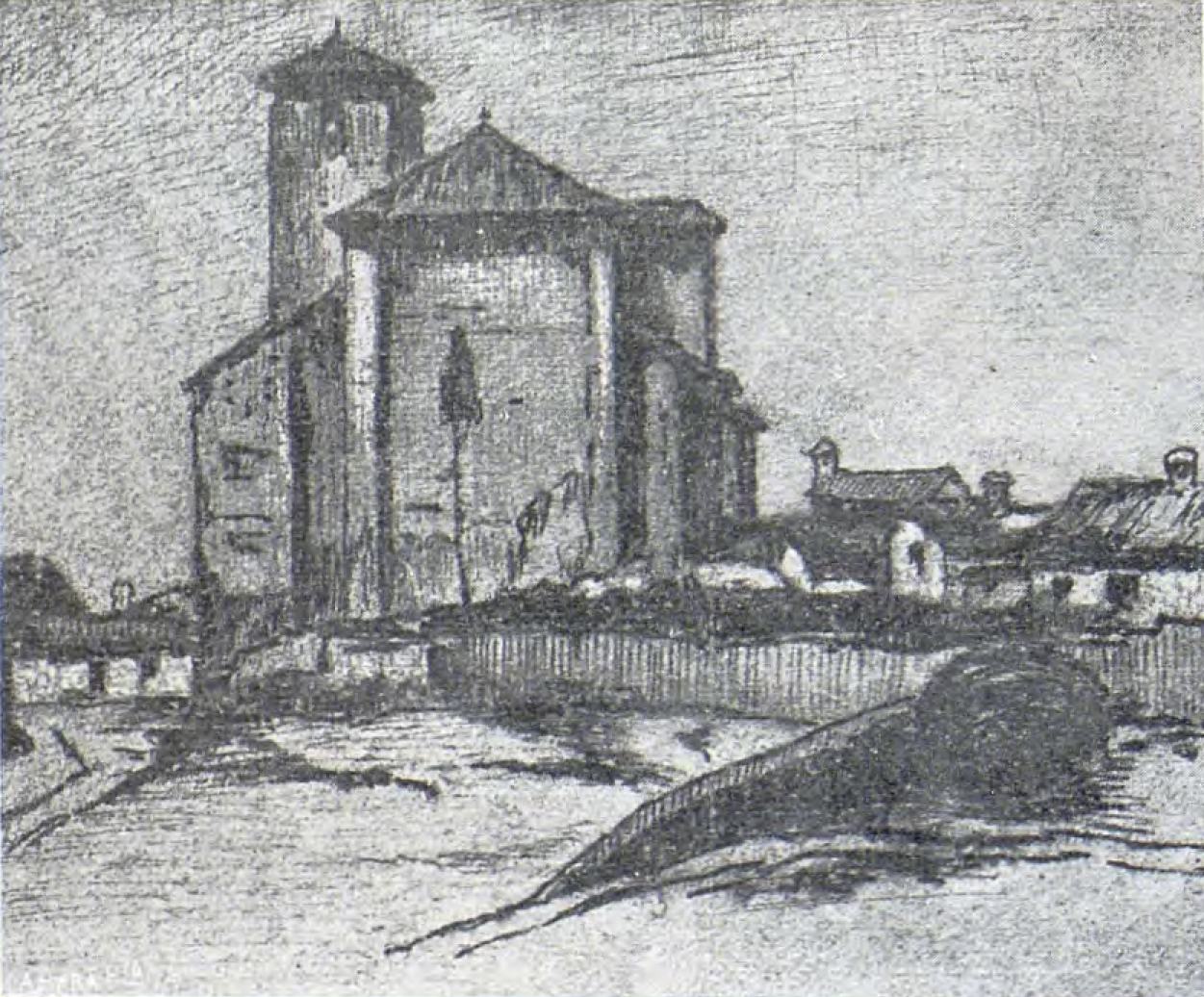
Carrera del Darro, dessin d'Alfredo Lobos.
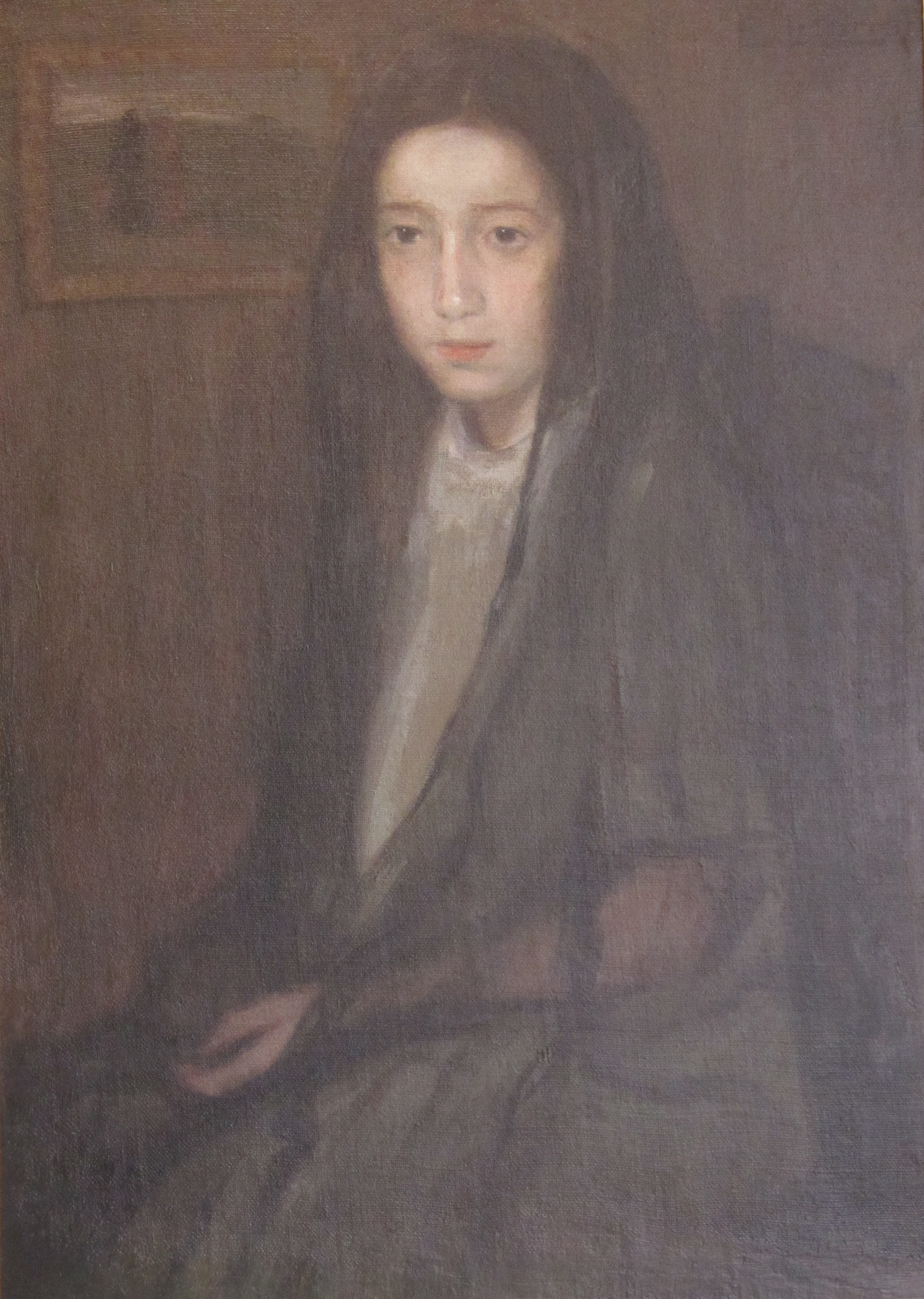
Meditación par Enrique Lobos.
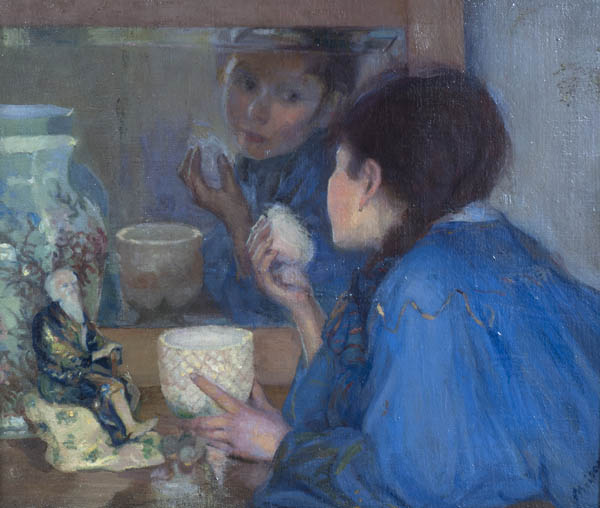
La Coqueta par Elmina Moisan.
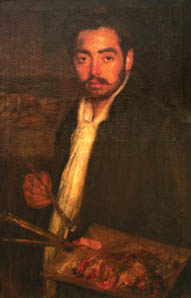
Pintor Bohemio d'Ezequiel Plaza.